# Noeeta alini
Noeeta alini är en tvåvingeart som först beskrevs av Erich Martin Hering 1951.  Noeeta alini ingår i släktet Noeeta och familjen borrflugor. Inga underarter finns listade i Catalogue of Life.